# Frederico José de Santana Néri
Frederico José de Santana Néri, barão de Santana Néri, (Belém, 28 de maio de 1848 - Paris, 3 de junho de 1901), foi um intelectual e historiador brasileiro.
Filho abastado de uma das mais poderosas famílias da região e um dos ícones da intelectualidade do chamado "ciclo da borracha".
A dedicação a assuntos religiosos e à defesa do catolicismo levaram-no a escrever as obras Le Prisonnier du Vatican, em 1873, e Les Finances Pontificales, sendo por isso agraciado barão pela Santa Sé.
Grande estudioso do Brasil, firmou-se como um dos maiores divulgadores da cultura brasileira da época: em 7 de setembro de 1881, lançou a revista Le Brésil e, em 1884, fundou a Sociedade Internacional de Estudos Brasileiros e o periódico Revue du Monde Latin.
Particularmente interessado pelos indígenas e a cultura da região amazônica, publicou estudos de muita relevância, tais como: Le pays des amazones: l’Eldorado, les terres a caoutchouc (em que consta o primeiro registro histórico do batismo daquela região com esse nome), impresso em Paris, em 1885.